# 川添站
川添站（日语：／ Kawazoe eki */?）是位於三重縣多氣郡大台町上楠，屬於東海旅客鐵道（JR東海）的紀勢本線車站。

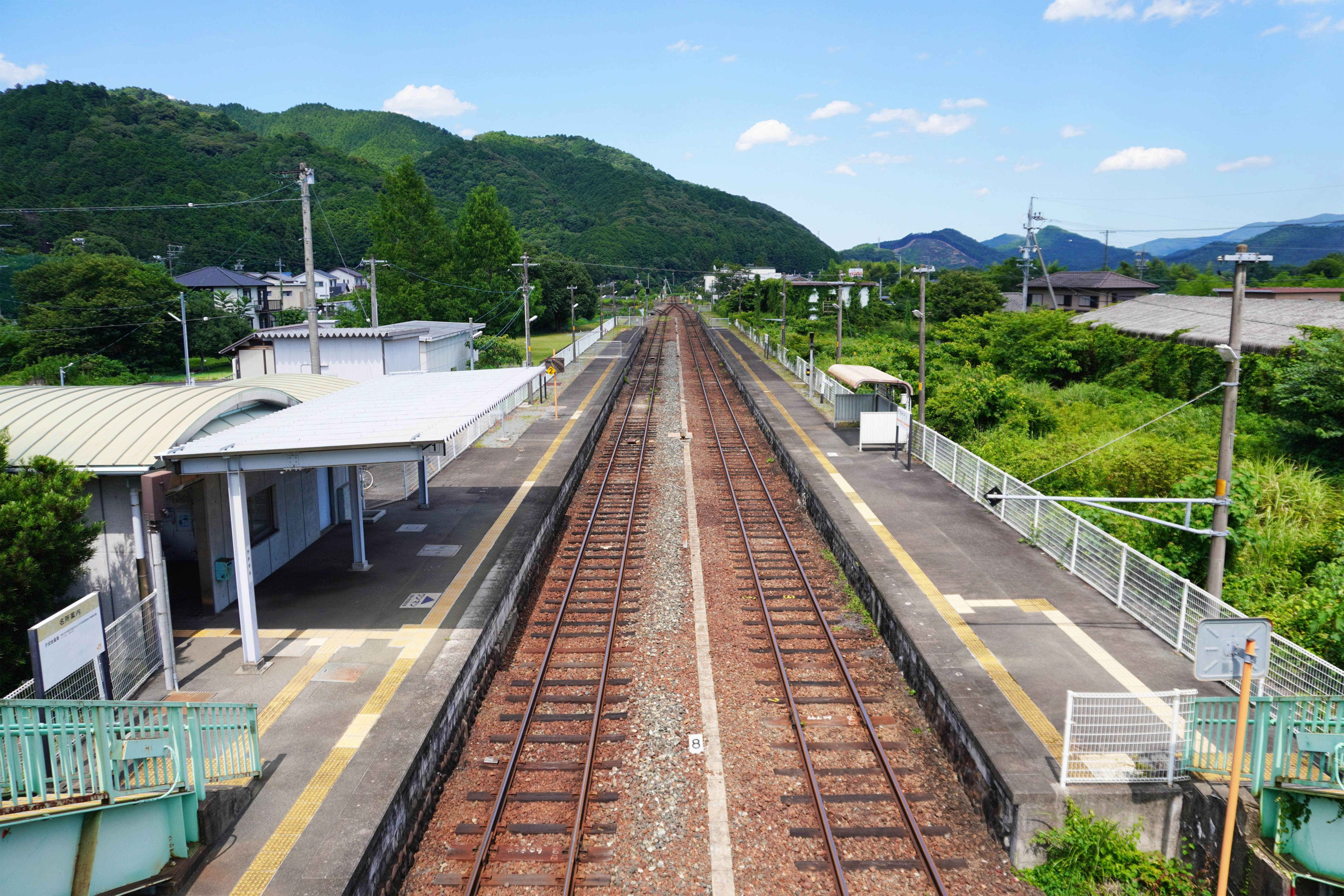
月台全景(2023年7月)

## 歷史
- 1923年（大正12年）9月25日：紀勢東線栃原站至此站之間開業，此站啟用[1]。
- 1925年（大正14年）8月15日：紀勢東線此站至三瀨谷站之間開業[1]。
- 1959年（昭和34年）7月15日：三木里站至新鹿站之間開通，同時路線改名為紀勢本線[1]。
- 1983年（昭和58年）12月21日：成為無人車站[2]。
- 1987年（昭和62年）4月1日：伴隨國鐵分割民營化，車站由東海旅客鐵道（JR東海）營運[1]。
- 2000年（平成12年）2月：木造車站大樓撤走，新建造的候車室竣工。

## 車站構造
本站設有2面2線的相對式月台，可進行列車交會的地面車站。此站原有的木造站房已經撤走，現時的候車室於2000年2月建成。兩月台設有跨線橋連接。本站是由多氣站管理的無人車站。

### 月台
| 月台 | 路線      | 上下行 | 方向             |
| ---- | --------- | ------ | ---------------- |
| 1    | ■紀勢本線 | 上行   | 松阪、名古屋方向 |
| 2    | ■紀勢本線 | 下行   | 尾鷲、新宮方向   |

## 使用狀況
根據「三重縣統計書」，以下列出近年1日平均乘車人次。
| 年度   | 一日平均 乘車人次 |
| ------ | ----------------- |
| 1998年 | 114               |
| 1999年 | 113               |
| 2000年 | 115               |
| 2001年 | 122               |
| 2002年 | 108               |
| 2003年 | 103               |
| 2004年 | 98                |
| 2005年 | 94                |
| 2006年 | 98                |
| 2007年 | 91                |
| 2008年 | 92                |
| 2009年 | 71                |
| 2010年 | 65                |
| 2011年 | 59                |
| 2012年 | 76                |
| 2013年 | 72                |
| 2014年 | 73                |
| 2015年 | 73                |
| 2016年 | 81                |
| 2017年 | 71                |

## 車站周邊
- 國道42號
- 宮川（日语：宮川 (三重県)）
- 大台町立川添小學（日语：大台町立川添小学校）
- 川添郵局
- 熊野古道伊勢路
- 多氣郡農協大台分店川添自動櫃員機(只限平日服務)
- FamilyMart大台川添店

## 巴士路線
- 三重交通
  - 54系統 松阪站前、栃原站前
  - 54系統 三瀨谷

## 相鄰車站
東海旅客鐵道（JR東海）
紀勢本線
栃原－川添－三瀨谷

## 注腳